# مسابقات فرمول یک فصل ۱۹۵۱

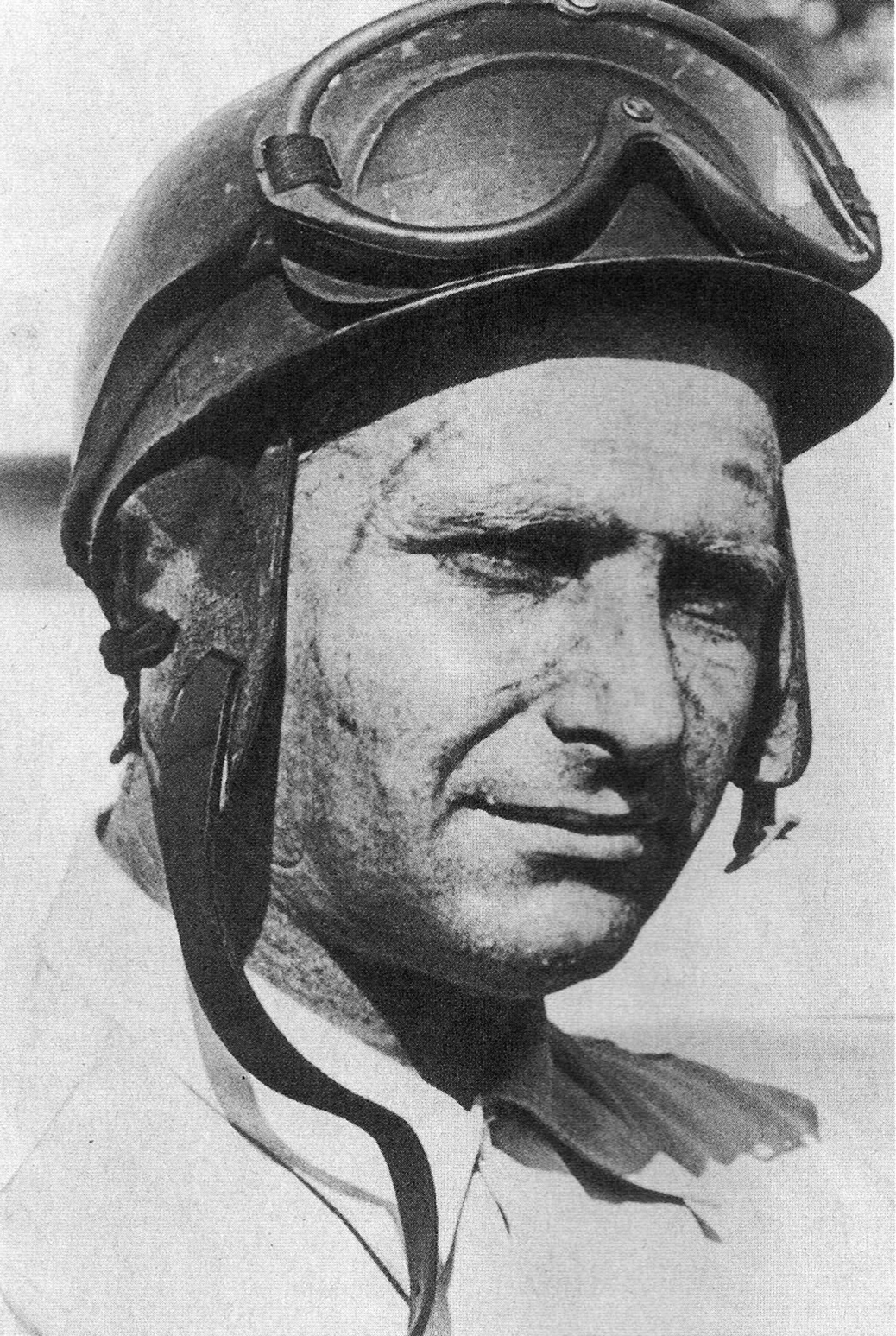
تصویری از خوان مانوئل فانخیو برنده مسابقات فرمول یک در سال ۱۹۵۱

مسابقات فرمول یک فصل ۱۹۵۱ در سال ۱۹۵۱ میلادی برگزار شد. در این مسابقات خوان مانوئل فانخیو (به انگلیسی: Juan Manuel Fangio) از تیم آلفا رومئو و با خودروی آلفا رومئو به قهرمانی رسید وی که در آغاز مسابقه در خط ۴ قرار داشت، بهترین زمان خود را در دور ۵ به دست آورد و در مجموع صاحب ۳۱ امتیاز شد.